# Ed Gregory
Eddie J. "Ed" Gregory (nacido el 28 de octubre de 1931 en Memphis, Texas) es un exentrenador de baloncesto y dirigente deportivo estadounidense que actualmente ejerce como mánager general e instructor de ojeadores de la agencia deportiva privada Sports Management Worldwide.

## Trayectoria deportiva

### Entrenador
Tras jugar en su época de universidad con los Pepperdine de la Universidad Pepperdine, comenzó su carrera de entrenador con los UNLV Rebels de la División I de la NCAA, donde entrenó dos temporadas, entre 1963 y 1965. En 1965 se hizo cargo del banquillo de los Fresno State Bulldogs, donde permaneció 12 temporadas, las últimas ocho en la División I, en las que logró 85 victorias por 97 derrotas.
En 1986 llegó a la NBA para ejercer como asistente de George Karl en los Golden State Warriors. Cuando Karl renunció a su puesto, casi al final de la temporada 1987-88, se hizo cargo del puesto de entrenador principal de forma interina. Dirigió al equipo 18 partidos, en los que sólo logró cuatro victorias.

#### Estadísticas
| Equipo       | Temp.   | P  | V | D  | %V-D | Finalizó       | PP | VP | DP | %V-DP | Resultado   |
| ------------ | ------- | -- | - | -- | ---- | -------------- | -- | -- | -- | ----- | ----------- |
| Golden State | 1987-88 | 18 | 4 | 14 | .222 | 5º en Pacífico | —  | —  | —  | —     | No Playoffs |
| Total        |         | 18 | 4 | 14 | .222 |                | —  | —  | —  | —     |             |

### General Manager
Ejerció como general manager de los Warriors desde febrero de 1995 hasta el final de la 1994-95, siendo responsable, entre otras decisiones, de poner a Bob Lanier como entrenador interino, o el traspaso de Tom Gugliotta a los Minnesota Timberwolves a cambio de Donyell Marshall.